# WA D
(Howard Carter)
WD A è la sigla che identifica una tomba rupestre situata nel Wadi Sikket Taqa el-Zaide (ad ovest della Valle dei Re) in Egitto.

## Storia
Nella Valle dei Re si trova la tomba KV20 occupata dal re/regina Hatshepsut. In origine, Hatshepsut era stata Grande sposa reale del faraone Thutmosi II e fu dapprima co-reggente in nome del figlio di questi e di una regina minore (Iset), il futuro Thutmosi III, e successivamente assumendo il pieno potere regale come reggente autonoma.
A seguito di tale variazione di status, Hatshepsut occupò la tomba KV20, già originariamente predisposta per il proprio padre Thutmosi I, non occupando, perciò, la tomba che per lei era stata predisposta nel Wadi Sikket Taqa el-Zaide (ad ovest della Valle dei Re).

## Architettura e ritrovamenti
Scoperta da Howard Carter nel 1916, venne contrassegnata dalla sigla WD A.
Si trattava di una tomba scavata in una parete rocciosa perpendicolare, all'altezza di circa 70 m. dal suolo e ad oltre 40 dalla sommità della parete, accessibile perciò solo calandosi dall'alto, nascosta in una spaccatura della roccia. La struttura è tipica delle tombe della XVIII dinastia, ad “asse piegato” ed è costituita da una breve scala che immette in un corridoio in lieve pendenza lungo circa 10 m. Il corridoio curva quindi a 90° in una sorta di anticamera che immette in un altro corridoio lungo circa 5 m. che si apre nella camera funeraria da cui si diparte un breve e non finito ulteriore corridoio. Al centro della camera funeraria si trovava un sarcofago in quarzite gialla (oggi al Museo egizio del Cairo) iscritto per: La principessa ereditaria, grande di favori e di grazia, Signora di tutte le terre, figlia del re, sorella del re, la Grande Sposa e Signora delle Due Terre Hatshesput.
Oltre al sarcofago, Carter rinvenne anche alcune giare, verosimilmente utilizzate dagli operai che lavorarono alla tomba, e lastre in pietra, simili ad altre trovate in KV20 e KV38, già predisposte per accogliere testi tratti dall’Amduat.
A seguito dell’assunzione del potere da parte di Hatshepsut la tomba venne abbandonata e dimenticata.